# Phước Dinh
Phước Dinh là một xã thuộc tỉnh Khánh Hòa, Việt Nam.

## Địa lý
Xã Phước Dinh có ranh giới với các xã:
- Phía Bắc giáp các phường Đông Hải và Phan Rang
- Phía Nam giáp xã Cà Ná
- Phía Tây giáp các xã Ninh Phước và Thuận Nam

Xã có diện tích 153,97 km², dân số năm 2025 là 35.301 người, mật độ dân số đạt 229 người/km².

## Lịch sử
Trước đây, Phước Dinh là một xã thuộc huyện Ninh Phước.
Từ ngày 10 tháng 6 năm 2009, xã trực thuộc huyện Thuận Nam.
Ngày 16 tháng 6 năm 2025, Ủy ban Thường vụ Quốc hội ban hành Nghị quyết số 1667/NQ-UBTVQH15 về việc sắp xếp các đơn vị hành chính cấp xã của tỉnh Khánh Hòa năm 2025 (nghị quyết có hiệu lực cùng ngày). Theo đó, hợp nhất xã An Hải, một phần phường Đông Hải vào xã Phước Dinh.

## Kinh tế

### Công nghiệp
Dự án Nhà máy điện hạt nhân Ninh Thuận I công suất 2.000 MW, vốn đầu tư trên 5 tỷ USD vốn được đặt trên địa bàn xã. Nhà máy sẽ được khởi công vào giai đoạn 2015 - 2020. Tuy nhiên vào tháng 11 năm 2016, Quốc hội Việt Nam quyết định ngừng dự án không thời hạn.
Sau khi có quyết định dừng dự án điện hạt nhân trong phạm vi, xã đã xây dựng các nhà máy điện sau:
- Điện mặt trời Bàu Ngứ ở vùng đất thôn Bàu Ngứ, có công suất lắp máy 50 MW, khởi công tháng 1/2018, hoàn hành tháng 12/2018. Nhà máy có diện tích hoạt động 75 ha, trong đó một phần là vùng nước của bàu Ngứ.[4]
- Điện mặt trời Gelex Ninh Thuận có công suất lắp máy 50 MWp, sản lượng điện năng hàng năm hơn 82 triệu kWh, khởi công tháng 06/2018, dự kiến hoàn thành tháng 6/2019. Dự án có tổng diện tích làm việc 70 ha.[5][6]
- Điện gió Mũi Dinh ở vùng đất thôn Từ Thiện, có công suất lắp máy 37,6 MW, khởi công cuối năm 2017, hoàn thành tháng 01/2019. Nhà máy có 16 tua bin, xây dựng trên diện tích 12 ha, hàng năm cung cấp khoảng 105 triệu kWh điện cho lưới điện quốc gia.[7][8]